# Datva
Datwad o Datva fou un dels onze estats feudataris de l'estat tributari protegit maratha de Kolhapur.
Els sobirans portaven el títol de Narayan Rao Urf Nana Sahib Ghorpade, i al final del segle XIX era sobirà Senapati Amir-ul-Umara Ghorpade Malanmat Madar successor de Ram Chandra Rao. Els Ghorpade eren descendents de Maloji Rao Ghorpade, que havia obtingut el títol incloent el de Senapati o comandant en cap del maharajà de Kolhapur. A la tercera Guerra Maratha els Ghorpade van ajudar els britànics contra el peshwa i els seus honors foren declarats hereditaris pels britànics.